# Бібліотека Російської академії наук
Бібліотека Російської Академії Наук — одна з найбільших у світі систем наукових бібліотек, що складається з 214 бібліотек із загальним книжковим фондом 20 млн томів. Найбільші відділення бібліотеки є в Санкт-Петербурзі та Москві.
Санкт-Петербурзька мережа Бібліотеки Російської Академії наук складається з 38 бібліотек при Санкт-Петербурзьких установах АН. Відділення Б. А. н. в Москві об'єднує 162 бібліотеки московських академічних установ природничого і технічного профілю, а також периферійні бібліотеки. Найбільшими бібліотеками системи Б. А. н. є: в Москві — Фундаментальна бібліотека суспільних наук з фондом 5,4 млн одиниць збереження, яка очолює сітку з 12 бібліотек московських академічних установ гуманітарного профілю; в Санкт-Петербурзі — Санкт-Петербурзька бібліотека АН (засн. 1714), фонди її становлять близько 7 млн примірників. Бібліотека веде книгообмін більш як з 2000 наукових установ 83 країн світу.

## Зовніші посилання
- Офіційний сайт [Архівовано 5 квітня 2007 у Wayback Machine.]